# The Chang'an Youth
The Chang'an Youth (chino: 长安少年行, pinyin: Chang An Shao Nian Xing), es una serie de televisión china transmitida desde el 20 de abril del 2020 hasta el 4 de mayo del mismo año, a través de por Tencent Video.

## Sinopsis
Shen Yiyi vive en la ciudad y tiene excelentes habilidades culinarias, cuando era joven, su mejor amiga era la misteriosa Shen Dieyi, sin embargo cuando Dieyi muere abruptamente por una fuerte tos, Yiyi que destrozada. Dispuesta a pagarle por sus años de amistad, decide hacerse pasar por ella y se dirige a Chang’an Lu Xing, para cumplir con el contrato de matrimonio que tenía con Tang Jiuhua, además de que también quiere descubrir la verdad detrás de la vida de Dieyi.
Sin embargo, buscando retrasar el matrimonio, Yiyi se viste como hombre y entra a Shangyi Guan junto a Jiuhua. Ahí conoce a Yang Zi'an, un joven a quien el Emperador le ordena ocultar su identidad, a Li Xinyuan, quien también esconde su verdadera identidad y el espadachín Dugu Muxue. 
Pronto comienzan a confiar el uno en el otro y se hacen muy buenos amigos, juntos resuelven una serie de extraños casos y se enfrentan a la corrupta Embajada del Reino del Este, formando un grupo conocido como los "5 hijos de Shangyi Guan" (inglés: "Five Sons of Shangyi Guan"). Los cinco se vuelven famosos por todo Chang'an, y haciendo uso de sus habilidades deben de enfrentarse a las dificultades y traer la paz al reino.

## Reparto

### Personajes principales
| Actor                         | Personaje              | N.º de episodios | Notas |
| ----------------------------- | ---------------------- | ---------------- | --- |
| Wang Yuwen Zhangshang Mingzhu | Shen Yiyi / Shen Dieyi | 24               | Es una joven que entra a Shangyi Guan haciéndose pasar por hombre. Ahí conoce a Yang Zi'an, de quien se enamora profundamente. |
| Caesar Wu                     | Yang Zi'an             | 24               | Es un joven guerrero que esconde su identidad y entra a Shangyi Guan bajo las órdenes del Emperador, para quien lleva a cabo sus órdenes. Cuando conoce a Dieyi (Yiyi haciéndose pasar por hombre) aunque al inicio chocan, pronto se gana su respeto. Poco después cuando descubre que Dieyi es en realidad Yiyi y una mujer, se enamora profundamente de ella y esconde su secreto. |
| Liu Yichang Xiao Tianren      | Dugu Muxue             | -                | Es un excelente y poderoso espadachín de Shangyi Guan. Cuando descubre que Dieyi es en realidad Yiyi haciéndose pasar por hombre, esconde su secreto. |
| Xie Binbin (谢彬彬)           | Tang Jiuhua            | -                | Es el apuesto prometido de Shen Dieyi. Cuando conoce a Shen Yiyi se hace su amigo y es el primero en saber y esconder su verdadera identidad. Es el asistente del ministro de guerra. |
| Qi Peixin (漆培鑫)            | Li Xinyuan             | -                | Es el agradable segundo príncipe, quien esconde su identidad al entrar a Shangyi Guan. Cuando conoce a Shen Yiyi se enamora de ella, sin embargo ella no siente lo mismo y sólo lo ve como a un buen amigo. Más tarde cuando descubre su verdadera identidad, esconde su secreto. |

### Personajes secundarios
| Actor                           | Personaje               | Nº de episodios | Notas |
| ------------------------------- | ----------------------- | --------------- | --- |
| Xing Yang (邢洋)                | Doctor Lin              | -               | Es el maestro asistente en Shangyi Guan.                                                                                          |
| Li Boyang (李博洋)              | Han Yu'er               | -               | Cuando conoce a Shen Dieyi (Yiyi disfrazada) se enamora de él pensando que es hombre. Yu'er constantemente pelea con Tang Jiuhua. |
| Jin Zhong (金钟)                | Yang Zixu               | -               | Es el asistente del jefe de enseñanza en Shangyi Guan enviado por el colegio imperial.                                            |
| Wen Qing (温晴) Chen Duoyi      | Ning Xiang              | -               | |
| Xie Shiyu (谢诗煜)              | Príncipe Heredero       | -               | Es el Emperador y el hermano de Li Xinyuan.                                                                                       |
| Liu Ninghao (刘柠昊)            | Bai Shaoqian (Xiao Bai) | -               | Es un estudiante en Shangyi Guan.                                                                                                 |
| Ji Meihan (季美含) Zhang Youbao | Shen Dieyi              | -               | Es la amiga de Shen Yiyi y prometida de Tang Jiuhua.                                                                              |
| Xie Lirun                       | Wang Zhaocai            | -               | Es un estudiante en Shangyi Guan.                                                                                                 |
| Xie Lizhou                      | Wang Jinbao             | -               | Es un estudiante en Shangyi Guan.                                                                                                 |
| Yuan Zhiyuan                    | Su excelencia Han       | -               | |
| Cheng Guodong (成国栋)          | Su excelencia Yang      | -               | |
| Bai Majing (白马竞)             | Príncipe Yu             | -               | |
| Wang Nianqing                   | Su excelencia Tang      | -               | |
| Feng Dalu (冯大路)              | Ji Jiu                  | -               | |
| Lu Wenbo (路文博)               | Yu                      | -               | Es un mensajero y mediador. |
| Wang Yuzheng (王禹铮)           | General Li              | -               | |
| Lu Jianwei (吕建伟)             | "Black-faced God"       | -               | |
| Yu Xiaotong                     | Ye Tianshi              | -               | |

### Otros personajes
| Actor                  | Personaje          | Nº de episodios | Notas                                        |
| ---------------------- | ------------------ | --------------- | -------------------------------------------- |
| Apa Erjiang (阿帕尔江) | -                  | -               | Es un comandante del ejército Tuoxi.         |
| Li Xiang (李想)        | -                  | -               | Es un comandante del ejército Tuoxi.         |
| Lei Da                 | -                  | -               | Es el comandante del ejército Yulin.         |
| Hai Ou                 | -                  | -               | Es el segundo comandante del ejército Yulin. |
| Ding Shikun            | Wen Tao            | -               |                                              |
| Wang Yang              | Wu Lu              | -               |                                              |
| Ren Feng               | Xiao Fengzi        | -               |                                              |
| Liu Shenzhi            | Teniente Gao       | -               |                                              |
| Mei Mei                | Qiu Yue            | -               |                                              |
| Zhang Liqiu (张立秋)   | Señora Tang        | -               | Es una niñera.                               |
| Jia Shuyi (贾舒夷)     | Madame Tang        | -               |                                              |
| Lu Zhong (陆忠)        | Viejo maestro Shen | -               |                                              |
| Liu Guannan (李想)     | -                  | -               | Es el antiguo Príncipe heredero.             |
| Peng Yang (彭杨)       | -                  | -               | Es la antigua Princesa heredera.             |
| Luo Yundan             | -                  | -               | Es la esposa del general.                    |
| Li Linqing             | -                  | -               | Es la asistente de la esposa del general.    |
| Zhang Aiyue (张爱月)   | Tía Zhang          | -               |                                              |
| Fu Wanjun              | -                  | -               | Es el esposo de la tía Zhang.                |
| Jia Jiayue             | -                  | -               | Es una bailarina.                            |
| Yue Chunyu (岳春雨)    | -                  | -               | Es el líder de "Snake Head".                 |
| Zhao Qiang             | -                  | -               | Es un luchador.                              |
| Gao Shou (高寿)        | Zhang Gu           | -               |                                              |
| Lou Zhipeng            | -                  | -               | Es un sirviente de la mansión Yu.            |
| Zhang Songqiao         | -                  | -               | Es un guardia secreto de la mansión An.      |
| Niu Xikui              | Eunuco Wu          | -               | Es un eunuco.                                |
| -                      | Zhang Zhenbang     | -               | Es un estudiante en Shangyi Guan.            |
| -                      | Li Mi              | -               | Es un estudiante en Shangyi Guan.            |
| Wu Tao (吴韬)          | -                  | -               |                                              |
| Li Haojia (巫蛊悠悠)   | -                  | -               |                                              |
| Qing Linhao (青琳昊)   | -                  | -               |                                              |

## Episodios
La serie está conformada por 24 episodios, los cuales fueron emitidos todos los lunes y martes a las 20:00.

## Música
| Año | Intérpretes            | Canción                                     | Notas            |
| --- | ---------------------- | ------------------------------------------- | ---------------- |
| 1   | Caesar Wu y Wang Yuwen | "The Moment the Flower Blooms" (花开的瞬间) | (tema principal) |
| 2   | Caesar Wu              | "遥不可及的梦"                              | (tema final)     |
| 3   | Estelle (陈意涵)       | "想说"                                      | (episodio)       |
| 4   | Liu Yichang            | "为我骄傲"                                  | (episodio)       |

## Producción
La serie fue dirigida por Zhou Jiawen (周家文)
La serie contó con el apoyo de los guionistas Cheng Xiong (程雄), Han Jinchuan (韩金川), Guo Qi (郭琦), Hang Hanya (张汉亚) y Meng Yuan (孟媛).
La producción estuvo a cargo de Fang Fang (方芳) y Lu Xuanzhu (卢宣竹), así como con el productor ejecutivo Han Zhijie (韩志杰) y la productora asociada Wang Juan (王娟).
Las filmaciones finalizaron el 2 de junio del 2019 después de tres meses de rodaje.
La serie también contó con el apoyo de las compañías de producción "Tencent Penguin Pictures" y "Perfect Sky Pictures".